# Nuno Alexandre Valente Robalo Jorge
Nuno Alexandre Valente Robato Jorge (Lourenço Marques, posteriormente denominado de Maputo, 7 de janeiro de 1974 - Belém, 9 de setembro de 2019), mais conhecido como Nuno, foi um futebolista luso-moçambicano  radicado no Brasil, no Estado do Pará, e que jogava como atacante. É o único natural de Moçambique a jogar o Campeonato Brasileiro de Futebol, embora desde jovem morasse no Pará.
Nuno jogou o Campeonato Paraense de Futebol de 1995 pelo Pedreira, do distrito belenense de Mosqueiro. O clube terminou o segundo turno na vice-liderança, um ponto à frente do Paysandu, chegando a derrota-lo por 2-1, partida em que Nuno encobriu o goleiro alviazul de fora da área, em plena Curuzu. Também foi vencido outro grande, a Tuna Luso, por 1-0, além de perder por apenas 2-0 para o Remo, campeão dos dois turnos. O atacante foi em seguida contratado pelo Paysandu, jogando em 3 de agosto daquele ano seu primeiro Re-Pa. O jogo, um 0-0, foi amistoso a valer a Taça Yamada, e Nuno foi expulso.
No mês seguinte, porém, Nuno destacou-se como autor de um dos gols em vitória por 2-0 sobre o Flamengo, já pelo Brasileirão de 1995, a despeito do adversário visitar Belém do Pará com um ataque então renomado, apelidado de "melhor do mundo", formado por Sávio, Romário e Edmundo.
A partida registrou um público recorde no torneio, de 45.164 pessoas, além de cerca de cinco mil que não puderem entrar apesar de portarem ingressos. Após ter duas oportunidades, Nuno abriu o placar aos 12 minutos do segundo tempo, aproveitando em liberdade um bate-rebate na grande área flamenguista. Em 2018, ele assim relembrou a partida, em depoimento à revista oficial do Paysandu:
"Naquele dia, jogamos com muita garra e eu tive a felicidade de abrir o placar para a nossa grande vitória por 2 a 0. Lembro que cheguei do Pedreira de Mosqueiro para o Paysandu em meados de 1995, onde logo de cara foi disputar uma Série A. Tínhamos um bom elenco, com grandes atacantes, mas com boas atuações aos poucos ganhei a vaga de titular. Posso afirmar que o Paysandu foi o clube mais importante que joguei. Este clube significa tudo para mim, foi onde consegui ser reconhecido e isso me abriu muitas portas em times de dentro e fora do Estado". 
Nuno jogou outras quatorze vences naquele campeonato, em dupla ofensiva com Catanha, brasileiro que defenderia em 2000 a seleção espanhola. Marcou outros três gols, em vitória por 2-0 sobre o Juventude, o terceiro alviceleste em empate em 3-3 com Corinthians (que empatou aos 42 do segundo tempo, em pênalti convertido por Marcelinho Carioca) e o do empate aos 37 minutos do segundo tempo em 2-2 com o Guarani de Djalminha. O Paysandu não manteve o desempenho daquela noite contra o Flamengo e terminou rebaixado, o que não afastou a lembrança daquela vitória na memória da torcida do Paysandu. O clube também fez-se presente em famoso jogo pirata do Brasileirão para Super Nintendo, com Nuno sendo uma das opções de jogador.
O moçambicano seguiu no Paysandu em 1996, jogando naquele três vezes o clássico Re-Pa, incluindo pela segunda divisão brasileira, sem marcar gols e vencer; o rival Remo foi o campeão estadual. O Paysandu também não avançou da fase de grupos nacional, se livrando do rebaixamento somente na última partida. Nuno manteve contrato com o Paysandu até 2000, mas até lá foi emprestado sucessivamente, dentre eles o Mogi Mirim e o Iraty. Em um de seus retornos, esteve em vitória por 2-1 no Re-Pa válido por vaga na Copa Norte de Futebol de 2000, em vitória obtida nos acréscimos do segundo tempo. Precisou parar de jogar aos 31 anos, por lesão no joelho.
Em 2006, a Portaria 612 da secretaria executiva do Ministério da Justiça do Brasil reconheceu que Nuno, como cidadão português residente no Estado do Pará, passaria a ter direitos e deveres políticos no Brasil. Em 2012, mantinha uma escolinha de futebol em Mosqueiro, dando aulas para jovens de 9 a 17 anos de idade. Nesse distrito, onde era bastante querido, faleceu em 9 de setembro de 2019. Chegara a ser hospitalizado após passar mal ao almoçar, sendo liberado e voltando a passar mal ao banhar-se à noite. Embora novamente hospitalizado, não resistiu a um infarto, recebendo imediata nota de pesar do antigo clube, que na véspera sofrera uma controversa eliminação na Série C de 2019.
À altura de 2024, segue sendo um dos raros nativos da África a marcar algum gol na primeira divisão brasileira, e o único de Moçambique - os demais são os angolanos Bastos, Geraldo e Johnson, os nigerianos Benji e Ricky, o camaronês Joel Tagueu, o marfinense Salomon Kalou e o argelino Islam Slimani.